# Włodzimierz Zawadzki (polityk)
Włodzimierz Zawadzki (ur. 4 marca 1903 w Warszawie, zm. 1969) – polski komunistyczny działacz polityczny, oficer Gwardii Ludowej.

## Życiorys
Był słuchaczem Międzynarodowej Szkoły Leninowskiej. Przed wojną był działaczem KPP, od 1942 w PPR.
W czasie okupacji niemieckiej walczył w szeregach Gwardii Ludowej i Armii Ludowej, od 1942 był dowódcą okręgu warszawskiego GL, w 1943 dowodził oddziałami GL w Siedlcach i Białej Podlaskiej, później był dowódcą obwodu krakowsko-rzeszowskiego AL do momentu wyzwolenia ziem polskich.
W latach 1943–1947 był członkiem Krajowej Rady Narodowej (został zgłoszony na I sesji 31.12.1943/1.01.1944 na wniosek PPR).
Od 1944 do 1945 pełnił funkcję I sekretarza KW PPR w Rzeszowie, w 1945 był I sekretarzem PPR w Krakowie. 
Był szefem Misji Repatriacyjnej w Niemczech w strefie okupacyjnej brytyjskiej do września 1946. 
Po powrocie z Niemiec został dyrektorem Departamentu V w Ministerstwie Aprowizacji i Handlu. W latach 1949–1952 był wiceministrem handlu wewnętrznego, w latach 1952–1956 wiceministrem przemysłu mięsnego i mleczarskiego, a w latach 1956–1957 oraz 1964–1969 wiceministrem przemysłu spożywczego. 
Pochowany na cmentarzu Powązki Wojskowe w Warszawie (kwatera A31-5-8).